# TV5 (rete televisiva filippina)
TV5, precedentemente noto come Associated Broadcasting Corporation / Associated Broadcasting Company o ABC, è una rete televisiva filippina, proprietà di MediaQuest Holdings, Inc., una filiale della società di telecomunicazioni filippina PLDT. Ha sede a Mandaluyong e la proprietà principale di TV5 Network Inc. La rete è anche formalmente denominata The Kapatid Network, un termine tagalog per "fratello", che è stato introdotto nel 2010.

## Storia
TV5 Network è stata fondata il 1º marzo 1960 come Associated Broadcasting Corporation (ABC) dal giornalista Joaquin "Chino" Roces, proprietario del Manila Times, con i suoi primi studi lungo Roxas Boulevard, diventando la quinta rete televisiva stabilita nel paese. Fu chiuso il 21 settembre 1972, quando il presidente Ferdinand Marcos dichiarò la legge marziale, che costrinse diverse società di media a cessare le trasmissioni.
Dopo la rivoluzione EDSA del 1986, Chino Roces ha realizzato una rappresentanza di successo con il presidente Corazon Cojuangco-Aquino per la reintegrazione della rete. L'ABS-CBN rivale dell'ABC ha riaperto quell'anno ma ABC non è stato ancora riaperto fino a quando non ha fatto una prova nel 1991 e finalmente riaperto nel 1992. Chino Roces è morto nel 1988, ma suo figlio Edgardo Roces avrebbe riaperto la rete dopo.
I nuovi azionisti, guidati dal veterano della trasmissione Edward Tan e dal figlio di Chino Roces, Edgardo, hanno quindi iniziato l'arduo compito di riprendere le trasmissioni. La Securities and Exchange Commission ha accolto la richiesta di aumento di capitalizzazione e di modifica dello statuto e dello statuto della ABC. Successivamente è stato loro concesso un permesso di operare dalla National Telecommunications Commission (NTC).
La rete è stata rilanciata il 21 febbraio 1992 con l'inaugurazione del complesso studio e della torre trasmettitore a Quezon City con il diverso nominativo della stazione di punta, DWET-TV e il nome della società, Associated Broadcasting Company, che la parola Company usa C come iniziale aziendale invece di mantenere Corporation, il nome dell'originale ABC, lungo il suo originale chiama, DZTM-TV durante gli anni della legge pre-marziale come conseguenza della nuova gestione ha assunto il revival della rete.
ABC ha acquisito una nuova franchigia per operare il 9 dicembre 1994, con l'atto repubblicano 7831 firmato dal presidente Fidel Ramos. Nello stesso anno, è andato alla trasmissione satellitare nazionale. In un'ondata di crescita fenomenale, ABC si è guadagnata la reputazione di The Fastest Growing Network (La rete in più rapida crescita) sotto la nuova rete Tina Monzon-Palma, che ha ricoperto il ruolo di Chief Operating Officer.
Nel 2001, ABC ha iniziato a produrre versioni locali di The Price Is Right (ospitato da Dawn Zulueta e successivamente acquisito da ABS-CBN); Wheel of Fortune (ospitata da Rustom Padilla, successivamente acquisita da ABS-CBN); e Family Feud (ospitato da Ogie Alcasid, successivamente acquisito da GMA Network e successivamente da ABS-CBN). Questo è stato durante il culmine della frenesia del gioco nelle reti filippine causata dal successo delle edizioni filippine di IBC di Who Wants to Be a Millionaire? (ospitato da Christopher de Leon, che è attualmente sede di TV5 attualmente ospitato da Vic Sotto) e The Weakest Link (ospitato da Edu Manzano).
Nell'ottobre 2003, ABC è stata acquisita da un gruppo guidato dall'uomo d'affari Antonio "Tonyboy" O. Cojuangco, Jr. ex presidente della Philippine Long Distance Telephone Company (PLDT) e proprietario di Dream Satellite Broadcasting e Bank of Commerce, tra le altre attività. Cojuangco era il presidente e CEO della ABC al momento. La nuova gestione ha introdotto molti cambiamenti, tra cui una più forte divisione di notizie e affari pubblici, la modernizzazione delle sue apparecchiature di trasmissione e l'acquisizione dei diritti di trasmissione dei giochi della Philippine Basketball Association. Inoltre, la rete ha anche lanciato una nuova campagna pubblicitaria e lo slogan Iba Tayo! (Siamo diversi), Che enfatizzava la nuova formazione come più distinta e nuova di quella che veniva trasmessa dai suoi concorrenti in quel momento, mirando al fiorente mercato giovanile della classe medio-alta.
Nel 2005, la ABC ha vinto il premio stazione televisiva eccezionale ai Golden Dove Awards della KBP, con numerosi altri programmi sulla rete che hanno ottenuto riconoscimenti nelle rispettive categorie.
Nel marzo 2008, Cojuangco ha annunciato che ABC aveva raggiunto una partnership con MPB Primedia Inc., una società locale sostenuta da Media Prima Berhad della Malaysia come parte di una strategia a lungo termine per rendere la rete più competitiva. MPB Primedia, nel frattempo, è stata costituita per servire da seme per il fondo di private equity proposto da Media Prima per investire in varie società di media nel Sud-Est asiatico. Cojuangco ha dichiarato che MPB Primedia Inc., in linea di principio, produrrebbe e fornirà la maggior parte dei programmi di intrattenimento mentre ABC continuerà a essere responsabile della programmazione delle notizie e del funzionamento delle stazioni. A MPB Primedia è stato inoltre concesso il diritto esclusivo di pianificare e gestire la vendita del tempo di trasmissione di ABC-5. Christopher Sy è stato nominato CEO di MPB Primedia, Inc.; ha prestato servizio fino alle sue dimissioni nel gennaio 2009 a causa delle differenze di stile gestionale.
Il 9 agosto 2008, l'ABC è stata rilanciata come TV5.
Il 20 ottobre 2009, Media Prima ha annunciato che avrebbe ceduto la sua quota in MPB Primedia/TV5, insieme alle sue affiliate ABC, e la venderà alla divisione broadcasting della Philippine Long Distance Telephone Company, MediaQuest Holdings in quanto contribuisce al perdite della società durante l'anno. L'acquisizione è stata annunciata ufficialmente dal presidente Manny Pangilinan il 2 marzo 2010, insieme all'annuncio di una nuova linea di programmazione per il debutto sulla rete, insieme a una nuova campagna che si autoproclamava The Kapatid Network, alla pari con i suoi rivali ABS-CBN e GMA Network. Dream FM e le sue filiali affiliate in altre parti del paese non facevano parte dell'acquisizione e sono rimaste sotto la gestione di Cojuangco guidata dall'ex azionista della ABC Anton Lagdameo. Sono diventati collettivamente noti come Dream FM Network, con TV5 come licenziatari fino alla sua chiusura nel giugno 2011, con la sua stazione ammiraglia di Manila venduta a Ultrasonic Broadcasting System e rilanciata come Energy FM.
Il 1º ottobre 2010, TV5 ha rilevato la gestione delle stazioni di Nation Broadcasting Corporation (NBC). DWFM è stato rilanciato l'8 novembre 2010 come stazione radio di notizie chiamata Radyo5 92.3 News FM.
Il 21 febbraio 2011 TV5 ha lanciato la sua rete secondaria denominata AksyonTV, un canale di notizie basato sul programma di notizie di punta della rete Aksyon.
Nell'aprile 2011, TV5 ha lanciato il suo canale internazionale chiamato Kapatid TV5 (ora noto come Kapatid Channel), seguito da AksyonTV International lanciato a luglio.
Nel 2012, TV5 ha lanciato i suoi nuovi canali televisivi satellitari Colours, Hyper (ora One Sports) e Weather Information Network (ora defunta).
Il 23 dicembre 2013, la rete ha iniziato a trasmettere dalla sua nuova sede, l'edificio TV5 Media Center nella città di Mandaluyong.
Il 23 febbraio 2015, la rete ha cambiato il nome da ABC Development Corporation a TV5 Network, Inc.
Il 5 ottobre 2015 TV5 ha lanciato il suo canale di notizie commerciali chiamato Bloomberg TV Philippines, una joint venture tra TV5 Network e Bloomberg, fino alla sua chiusura il 27 maggio 2018.
Il 15 gennaio 2016 TV5 ha lanciato Sari-Sari Channel, un canale di intrattenimento di 24 ore con joint venture di TV5 Network e Viva Entertainment.
Il 5 luglio 2016 TV5 ha lanciato PBA Rush, un canale sportivo di 24 ore che trasmette i giochi della Philippine Basketball Association (PBA).
Il 12 ottobre 2017, TV5 Network ha annunciato la propria partnership con ESPN, concedendo in licenza i diritti PBA, UFC, PSL e NFL e dando accesso TV5 ai programmi e ai contenuti ESPN. La partnership costituirà il marchio ESPN5, che andrà in onda su TV5 e AksyonTV. L'accordo in questione viene fornito in risposta al passaggio formale della rete da una stazione di intrattenimento generale a un canale di sport e notizie.
Il 17 febbraio 2018, in linea con i recenti cambiamenti all'interno della rete e in occasione del suo decimo anniversario, TV5 è stata rilanciata come The 5 Network o semplicemente 5 con un nuovo logo e ID di stazione intitolato Get It on 5 (Prendi il cinque), mentre la TV su il quadrante in alto a destra del logo è stato eliminato, rendendo più flessibile per le altre divisioni il suo utilizzo come parte della propria identità. A parte il rebranding, la griglia di programmazione di TV5 si è divisa in tre blocchi: ESPN5 (sport), News 5 e On 5 (intrattenimento, anime, cartoni animati, informativo e home shopping), insieme a D5 Studio (contenuti digitali) e Studio 5 ( Produzioni filippine per il pubblico di tutte le piattaforme). Insieme al rebrand, anche il soprannome di Kapatid è stato enfatizzato e ora è utilizzato da News5 e ESPN5 solo per alcuni dei suoi programmi.
Il 28 maggio 2018, 1 giorno dopo la chiusura di Bloomberg TV Philippines, The 5 Network ha lanciato ufficialmente il suo canale di notizie in lingua inglese locale chiamato One News.
Il 9 gennaio 2019, The 5 Network ha lanciato ufficialmente il suo canale sportivo televisivo a pagamento chiamato One Sports.
Il 12 gennaio 2019, la rete sorella di TV5 AksyonTV è stata chiusa in preparazione del lancio di una nuova rete secondaria denominata 5 Plus. Mentre tutti i programmi di Radyo5 sono stati spostati nel suo nuovo canale chiamato One PH, disponibile esclusivamente su Cignal, che è stato lanciato il 18 febbraio 2019.
Il 13 gennaio 2019, The 5 Network ha lanciato la sua nuova rete secondaria denominata 5 Plus, un canale televisivo sportivo sulla televisione gratuita. 5 ha introdotto una variazione del suo logo 2018. Da allora ha incluso anche i siti web della divisione che produce il programma di trasmissione (ad esempio TV5.com.ph per intrattenimento e blocktimer) come parte della loro grafica su schermo.
Il 18 febbraio 2019, The 5 Network ha lanciato ufficialmente il suo canale di notizie in lingua tagalog chiamato One PH, il canale trasmette programmi radio trasmessi in simulcast da Radyo5 92.3 News FM tranne PBA.
Il 15 agosto 2020, 5 è tornato al suo vecchio nome, TV5 (pur mantenendo la variante del suo attuale logo digitale che è stato introdotto nel gennaio 2019), poiché la rete ha annunciato la sua partnership con la consociata, Cignal TV, in come principale fornitore di contenuti di TV5 per gestire la sua programmazione per riportare i giorni di gloria di TV5 per competere ancora una volta con la sua rete televisiva rivale, GMA Network e altre reti televisive nelle Filippine.

## Programmazione
La linea di programmi di 5 include notizie e programmi di attualità, cartoni animati, film, drammi americani, sport, programmi informativi, talk show, infomercials e spettacoli di anime giapponesi.
Il secondo mese successivo al suo rilancio, lo scorso 9 agosto, TV5 è stato segnalato come Top 3 sulla base dell'indagine di AGB Nielsen. Ha anche ottenuto il suo punteggio sul blocco del fumetto mattutino Nick on TV5 e la sua popolarità a causa del loro precedente blocco anime AniMEGA.
Nel 2013, i rating della rete sono migliorati quando hanno lanciato i blocchi di programmazione Weekend Do It Better e Everyday All The Way sotto il timone dell'ex chief content officer, Wilma Galvante (2012-2015), tuttavia alcuni dei programmi sotto il blocco sono stati interrotti, in particolare a causa di bassi rating.
Nel 2014, la rete ha lanciato un'altra serie di nuovi programmi sotto "Happy Ka Dito!" campagna.
Nel 2015 TV5 ha lanciato più di una dozzina di programmi più focalizzati sull'illuminazione dell'intrattenimento e sulla programmazione sportiva nell'ambito della campagna "Happy sa 2015". Sempre in quell'anno, gli spettatori hanno cercato il ritorno di AniMEGA.
Mesi dopo, la programmazione di intrattenimento di TV5 è stata prodotta da diversi fornitori di contenuti, tra cui Unitel Productions (società sorella di TV5), The IdeaFirst Company (formato dall'ex capo dell'intrattenimento di TV5 Perci Intalan) e Content Cows Company Inc. (formata da Galvante). Entro il 14 ottobre 2015, la rete TV5 ha nominato Sari-Sari Network come principale attrezzatura di produzione di TV5. Hanno anche nominato il co-CEO di SSN e l'executive di Viva, Vicente "Vic" Del Rosario come il nuovo capo stratega dell'intrattenimento della rete. Gestirà tutti i programmi di intrattenimento trasmessi dalla rete. È successo un mese dopo che TV5, Cignal e Viva hanno firmato un accordo per creare Sari-Sari Network (SSN). Nuovi spettacoli per il 2016 sono stati lanciati anche da TV5 insieme a Viva Entertainment lo scorso 25 novembre 2015. Tuttavia, tutti i programmi prodotti da Viva sono stati gradualmente eliminati tra luglio e agosto 2016 a causa di disaccordi di gestione a seguito di un tentativo di partnership di spettacoli.
Proprio di recente, Brillante Mendoza ha firmato un contratto con TV5 lo scorso dicembre 2016 per realizzare film per la televisione destinati alla trasmissione in rete sotto l'ombrello dei Brillante Mendoza Presents. Sfortunatamente, la data effettiva della miniserie Brillante Mendoza Presents: Amo, che doveva essere presentata in anteprima su TV5, è stata annullata per ragioni sconosciute.
Dal 2017, i giochi NFL hanno iniziato a trasmettere su TV5, sostituendo i blocchi TV5 Kids Presents Cartoon Network (mentre i programmi di Cartoon Network sono stati trasferiti su GMA Network da Ben 10 il 29 marzo 2018 e CNN Philippines il 1º settembre 2018 in inglese nell'audio originale inglese).
La rete ha anche iniziato a trasmettere spettacoli selezionati da Sari-Sari Channel sotto il banner Sari-Sari sa Weekends.
Dopo diversi mesi di pausa, il dramma locale Brillante Mendoza Presents: Amo è stato presentato per la prima volta il 21 aprile 2018.
Il 13 gennaio 2019, tutti gli spettacoli di intrattenimento stranieri sono in audio originale in lingua inglese anziché audio filippino doppiato (tranne Scorpion e Sine Squad nei fine settimana).
Il 20 luglio 2020, 5 pubblicherà una nuova serie doppiata in tagalog come la telenovela messicana Marimar, la serie statunitense Gotham e Legends of Tomorrow e le telenovelas statunitense Betty en NY e Tierra de reyes e altri contenuti di intrattenimento in prima serata.

## Blocchi

### Cartoon Network on TV5 Kids
Il 18 ottobre 2010, TV5 ha lanciato TV5 Kids presents Cartoon Network, un blocco di cartoni animati che trasmette programmi selezionati di Cartoon Network doppiati in filippino. I programmi trasmessi sul blocco di TV5 includevano Ben 10, Ben 10 - Forza aliena, Ben 10: Omniverse, Nome in codice: Kommando Nuovi Diavoli, Leone il cane fifone, Ed, Edd & Eddy, PPG Z - Superchicche alla riscossa, The Secret Saturdays e Teen Titans. Nel 2013, TV5 ha trasmesso altri nuovi programmi di Cartoon Network nel suo blocco come Regular Show, Lo straordinario mondo di Gumball e Adventure Time. Il 5 marzo 2011, Generator Rex si unisce alla programmazione del fine settimana della rete. Nel 2015, il blocco è stato cancellato.
Il blocco è tornato nell'ottobre 2016, dopo un anno di pausa, ma con solo due nuovi show CN (We Bare Bears - Siamo solo orsi e The Powerpuff Girls), e nessuno dei vecchi programmi sopra menzionati, a differenza della messa in onda originale del blocco.
Da quando la rete ha iniziato a trasmettere le partite della NFL nel 2017 al mattino, anticipando più volte il blocco di Cartoon Network e Boomerang, il blocco è stato nuovamente eliminato nell'ottobre 2017 nell'ambito del cambiamento di rotta della rete come canale sportivo e di notizie.
A partire dal 20 luglio 2020, il blocco è tornato in onda ogni lunedì e mercoledì come Cartoon Network on TV5 Kids, nell'ambito del cambio di programmazione dell'emittente.

### Boomerang on TV5 Kids
Verso la fine del 2015, è stato lanciato Boomerang on TV5 Kids, blocco simile a quello di Cartoon Network citato sopra. Il blocco trasmette alcuni programmi direttamente da Boomerang (Asia) e Boomerang (Australia). Tutti i programmi trasmessi sul blocco Boomerang erano doppiati in filippino. Nel 2017 il blocco è stato cancellato.
I programmi trasmessi in quel blocco erano The Looney Tunes Show, Rat-A-Tat, L'ispettore Gadget, Le Superchicche e Mr. Bean (serie animata) tutti i pomeriggi feriali. Nei fine settimana, il blocco trasmetteva We Bare Bears - Siamo solo orsi e The Powerpuff Girls (programmi già andati in onda sul blocco di Cartoon Network), sebbene questi due programmi non siano trasmessi su tutti i feed di Boomerang.

## Programmi televisivi

### Notizie
- Frontline Pilipinas (dal 2020)
- Gud Morning Kapatid (dal 2023)

### Sportive
- Philippine Basketball Association (PBA)
- University Athletic Association of the Philippines (UAAP)

### Varietà
- Eat Bulaga! (dal 2024)
- Wil to Win (dal 2024)

### Talk show
- Face to Face (2010-2013; dal 2023)

### Fiction televisive
- ParangNormal Activity (2015-2016)

## Slogan
- 1992-93 - Today TV
- 1993-94 - The Fastest Growing Network
- 1994-95 - The Big Leap
- 1995-96 - ABC: In the Big League
- 1996-98 - Reaching Out to You
- 1998-99 - The Best of Both Worlds
- 2000-01 - We Are New Generation
- 2001-04 - Come Home to ABC
- 2004-08 - Iba Tayo!
- 2008-10 - Shake Mo, TV Mo!
- 2010-15 - Para Sa 'Yo, Kapatid!
- 2015-16 - Happy Ka Dito!
- 2016 - Find Your Happy Here
- 2017-18 - Choose Courage
- 2018-2019 - Get It on 5
- 2021-2022 - Iba sa 5
- 2022-in corso - Iba ang Saya 'pag Sama-Sama!

## Loghi

17 febbraio 2018 - 12 gennaio 2019
13 gennaio 2019 - 19 maggio 2021
In uso dal 20 maggio 2021